# San-Pédro (Regió)
San-Pédro és una de les 31 regions de Costa d'Ivori. Juntament amb les regions de Gbokle i de Nawa conformen el Districte del Baix Sassandra. Està situada a l'extrem sud-oest del país, a la costa de l'oceà Atlàntic. La seva capital és la ciutat de San-Pédro. Segons el pre-cens de 2015 té 826.666 habitants.

## Situació geogràfica
La regió de San-Pédro està situada a l'extrem sud-oest de Costa d'Ivori. Al sud hi té l'Oceà Atlàntic, a l'est la regió de Gbôkle, al nord limita amb les regions de Cavally i de Nawa i a l'oest limita amb Libèria.
La seva capital, San-Pédro, està situat a 132 km al sud de Soubré, a 333 km a l'oest d'Abidjan i a uns 120 km a l'est de la frontera amb Libèria.

## Geografia
San-Pédro està a la costa de l'Oceà Atlàntic. A la regió hi ha el riu Sassandra. Al nord de la regió hi ha una part del Parc Nacional de Taï.

## Subdivisió administrativa
La regió de San-Pédro està subdividida en els següents departaments i municipis:
- Departament de San-Pédro - 631.156
  - Doba - 123.530
  - Dogbo - 37.391
  - Gabiadji - 109.933
  - Grand-Bereby - 98.616
  - San-Pédro - 261.616
- Departament de Tabou - 195.510 habitants
  - Dapo-Iboke - 14.858
  - Djamandioke - 15.006
  - Djouroutou - 71.651
  - Grabo - 39.181
  - Olodio - 15.824
  - Tabou - 38.990

## Cultura

### Llengües
La llengua oficial de la regió, com la de tot el país és el francès. Les llengües pròpies del departament de San-Pédro són el kru, el bété, el baule i el fante.

## Infraestructures i transports
A l'oest de la regió hi ha la carretera A7 que va des de l'Oceà Atlàntic cap al nord, fins a Mali. Des de la ciutat de San-Pédro també hi ha carretera cap a Abidjan, a través de la costa i cap al nord, cap a Soubré.
A la capital hi ha l'aeroport de San Pédro, que té el codi IATA, SPY.
A San Pédro hi ha un port marítim important.